# Salomón Ibarra Mayorga
Salomon Ibarra Mayorga (Chinandega, 8 de septiembre de 1890 - Tegucigalpa, 2 de octubre de 1985) fue un poeta nicaragüense. Es el autor de la letra del Himno Nacional de ese país, Salve a ti.

## Nacimiento
Nació en la ciudad de Chinandega el 8 de septiembre de 1890. Hijo del Doctor Felipe Ibarra (abogado y poeta) y de doña Eloísa Mayorga de Ibarra. Su padre fue maestro de Rubén Darío, el cual inició a este desde su niñez en la carrera literaria.
Su vida, llena de virtudes ciudadanas, discurrió entre las letras y los números, así como en las distintas actividades patrióticas, sociales y culturales del país.

## Autor de la letra del Himno Nacional de Nicaragua
En 1918 ganó el concurso para la letra del actual Himno Nacional (cuya música es de un antiguo salmo de la época colonial y adaptada por el compositor Luis Abraham Delgadillo en el tono de Mi Bemol Mayor, acordado en el Decreto Legislativo n.º 39 del 26 de febrero de 1919), pues se quería cambiar el anterior Himno La Patria Amada que se cantaba desde 1910. Él utilizó el seudónimo de Rómulo. 
Además de ser el autor de la letra del Himno Nacionales lo es también del himno al aviador nicaragüense, himno a Bolívar, himno al maestro, himno a Miguel Ramírez Goyena, himno escolar nicaragüense y otros cantos. En 1949 ganó el Premio Nacional Rubén Darío y el de la Federación Sindical de Maestros de Nicaragua. En 1955 publicó una “Monografía del Himno Nacional”.

## Muerte
Después del terremoto de Managua del 23 de diciembre de 1972, trasladó su domicilio a Tegucigalpa, Honduras, en donde falleció el 2 de octubre de 1985, a la edad de 95 años. Sepultado primero en un cementerio de la capital hondureña, años más tarde sus restos fueron traídos a Nicaragua y sepultados a la par de los de su esposa en el Salón de los Símbolos Patrios del Palacio de la Cultura (ex Palacio Nacional), y posteriormente en noviembre de 2005 fueron trasladados al antiguo Cementerio de San Pedro donde actualmente reposan.

## Himno al Árbol
Erróneamente se le atribuye la letra del Himno al Árbol que aún perdura en la mente de muchos nicaragüenses, siendo su verdadero autor el médico y poeta neosegoviano Manuel Maldonado Pastrana (1864-1945), nacido en Mozonte y fallecido en la ciudad de Masaya. También, es autor del "Himno a Rubén Darío" musicalizado por Camerata Bach.